# Olivier Trastour
Olivier Trastour (né le 30 décembre 1971 à Cagnes-sur-Mer) est un coureur cycliste français, professionnel de 2000 à 2003.

## Biographie
Son fils Loris a également été coureur cycliste,.

## Palmarès
- 1991
  - 2e de Paris-Auxerre
- 1994
  - Grand Prix de Nice
  - 3e étape du Tour de Corrèze
  - 2e du Grand Prix de La Londe-les-Maures
- 1995
  - 2e du Souvenir Hugues-Frosini
- 1996
  - Une étape du Tour du Doubs (contre-la-montre)
  - 2e du Tour Nord-Isère
- 1997
  - Paris-Vailly
  - 3e étape du Tour de Navarre
  - Tour de Seine-et-Marne
  - Souvenir Hugues-Frosini
  - 2e du Grand Prix de Cannes
- 1998
  - Tour de Corrèze
  - 2e de Paris-Laon
- 1999
  - Tour d'Émeraude
  - Grand Prix d'Antibes
  - 2e étape du Tour du Chili
  - Tarbes-Sauveterre

## Résultats sur les grands tours

### Tour de France
1 participation
- 2001 : abandon (6e étape)